# Ratpenat pàl·lid
El ratpenat pàl·lid (Myotis macrotarsus) és un quiròpter vespertiliònid del gènere Myotis. Habita Malàisia i Filipines, i es pot trobar en coves i a camps de conreu.